# Lanz Bulldog

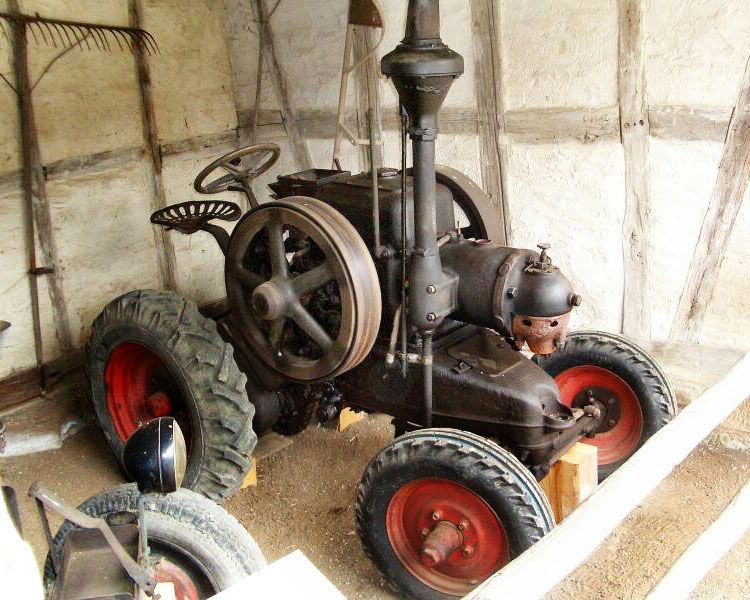
Lanz Bulldog HL (1928)

De Lanz Bulldog is een type tractor ontwikkeld door de Duitse fabrikant Lanz.
De tractor was ontworpen door de Duitse ingenieur Fritz Huber en had een liggende eencilinder tweetaktgloeikopdieselmotor. Door deze eencilinder had de trekker een karakteristiek geluid, een staccato "boem-boem" geluid. Hij werd gemaakt door Heinrich Lanz uit Mannheim. In 1950 kwam er samenwerking met John Deere. In 1958 werd het bedrijf door John Deere overgenomen.

## Werking
De eencilinder had twee grote vliegwielen met aan ene kant de regulateur en de andere kant de koppeling. Deze vliegwielen hielden de motor op toeren. Het starten van deze tractoren ging als volgt: eerst werd een gas- of benzinebrander onder de gloeikop gezet om de "peer" roodgloeiend op te warmen, ondertussen konden diverse smeerwerkzaamheden worden uitgevoerd, waaronder ook het bijvullen van de oliepomp. Tijdens het voorgloeien moest de oliepomp enkele keren worden rondgedraaid om de buizen goed met olie te vullen, zodat men zeker was van een goede smering direct tijdens de start. Als de "peer" roodgloeiend geworden was zette men de gashendel in de middelste stand. Daarna volgde ongeveer tweemaal pompen met de handslinger aan de dieselpomp om diesel in de gloeikop te krijgen. Nu werd het vliegwiel eerst rustig een paar keer van links naar recht gedraaid om zuurstof bij de diesel te krijgen, zodat het mengsel goed was voor ontbranding. Als laatste handeling gaf men met het vliegwiel een krachtige draai met de klok mee. Door de compressie en de roodgloeiend gestookte peer kwam het dieselmengsel tot ontbranding en dus de motor tot leven wat altijd gepaard ging met een paar harde klappen. Daarna liep de machine rustig ploffend stationair. Na het starten moest gecontroleerd worden of de motor in de juiste richting draaide. Dit gebeurde middels een aangebrachte pijl op het vliegwiel of een mechanische meter in de cabine van de tractor. Bleek dat de tractor in de verkeerde richting draaide dan zette de drijver de gashendel helemaal terug en wachtte totdat de tractor bijna zou stoppen. Op dat moment deed hij de gashendel weer helemaal uit en zag hij het vliegwiel naar links en rechts gaan en uiteindelijk in de goede richting.

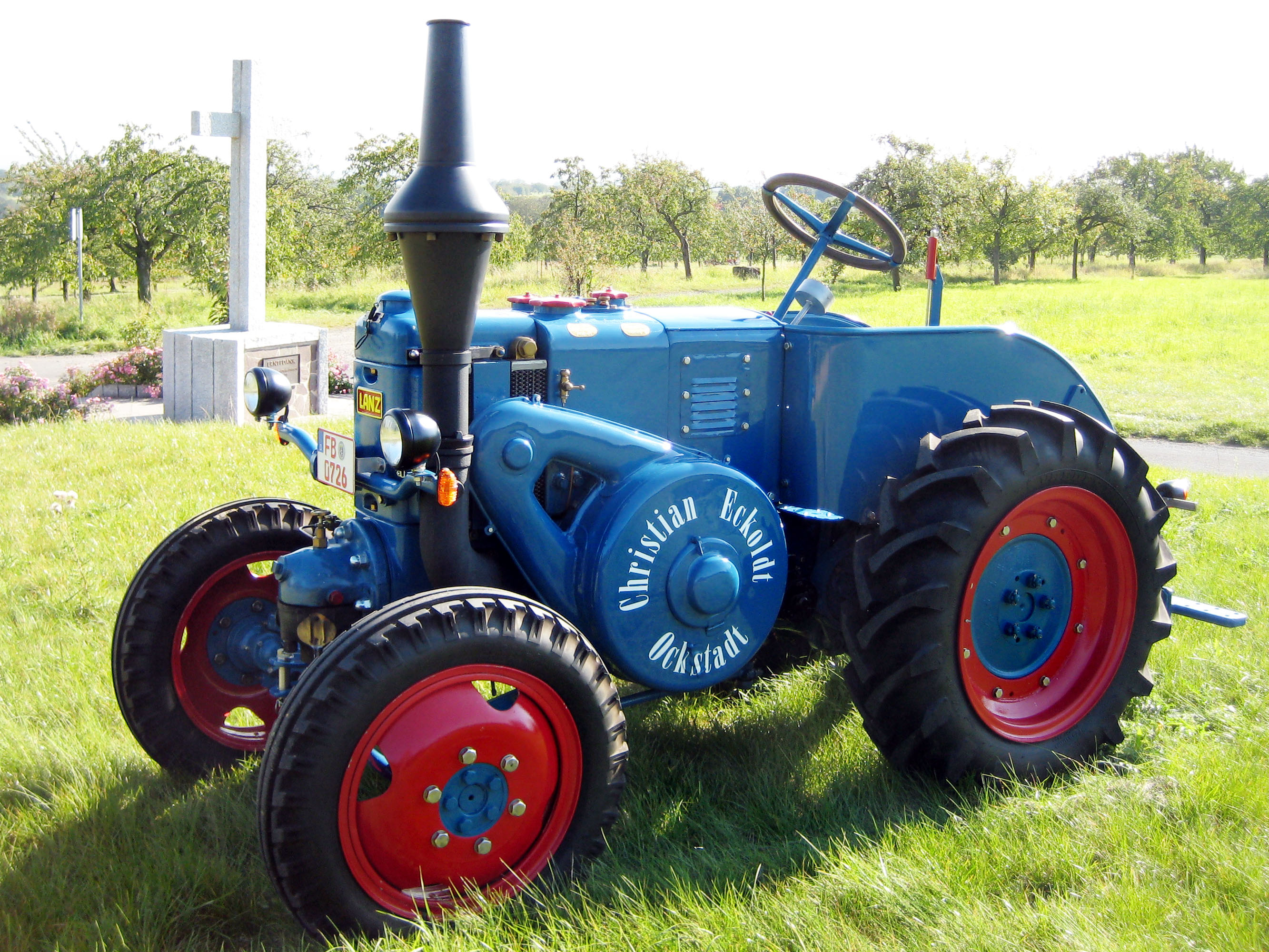
Lanz Bulldog D7506/3 (1939)

Bij diverse modellen moest het stuurwiel met stuurstang losgenomen worden om deze in het vliegwiel te plaatsen. Dit omdat verder op het vliegwiel geen voorziening was om het vliegwiel handmatig een slinger te geven. Later produceerde Lanz ook types die voorzien waren van een zogeheten 'aanwerpschijf', die gemonteerd zat op het vliegwiel.

## Geschiedenis
De tractoren met een gloeikopmotor zijn geproduceerd van ongeveer 1921 tot en met 1955 in diverse modellen en series. De tractoren met gloeikopmotor waren zeer geliefd vanwege de grote kracht, eenvoud en betrouwbaarheid, maar ook vanwege hun robuustheid. De tractoren liepen behalve op diesel ook op petroleum, afgewerkte olie en nog meer (goedkopere en tevens onzuivere) brandstoffen. Toch konden de tractors wel vastlopen, door nalatige smering of te weinig koeling.

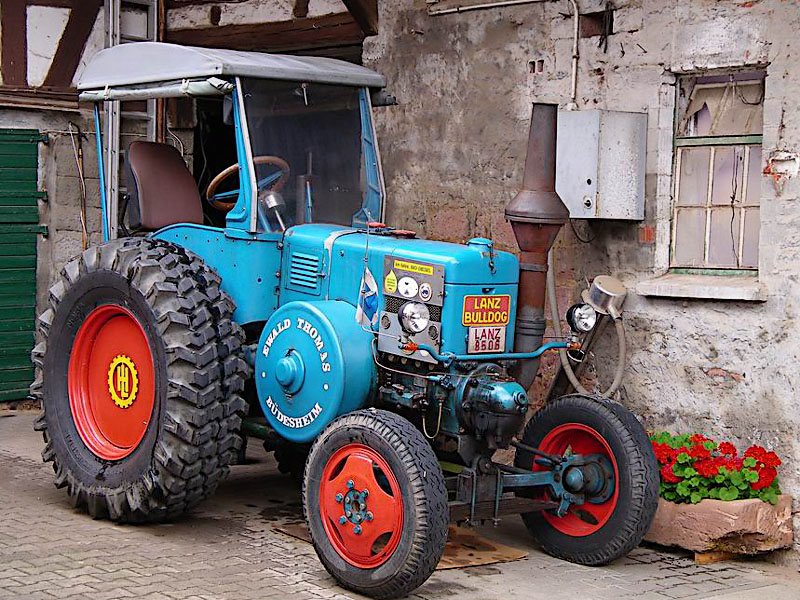
Lanz Bulldog D 8506 (1951)

Begin jaren vijftig was de gloeikopmotor ten opzichte van de concurrentie sterk verouderd en werd de vraag naar deze tractor dan ook veel minder. Daardoor besloot de fabrikant om de gloeikopmotor te vervangen door een modernere versie, namelijk de eencilinderhalfdiesel, die gewoon met een startmotor kon worden gestart. Het einde was niet tegen te houden en in 1958 werd Heinrich Lanz Mannheim AG overgenomen door John Deere.
In totaal hebben ongeveer 250.000 Bulldogs de fabriek in Mannheim verlaten.

## Afgeleiden
Het principe van de tractor met gloeikopmotor werd ook door diverse andere fabrikanten overgenomen, hetzij als kopie van de gehele Lanztractor, hetzij als eigen ontwerp.
Technisch zuivere kopieën van de gehele Lanz tractor waren Ursus (Polen), Pampa (Argentinië), Le Percheron (Frankrijk) en KL-Bulldog, gemaakt door de Kelly and Lewis Company (Australië).
Fabrikanten met een gloeikopmotor naar volledig eigen ontwerp en techniek waren Societe Française Vierzon (Frankrijk), Landini (Italië), HSCS (Hongarije), Orsi (Italië), Bubba (Italië) en Gambino (Italië).